# Marie-Adélaïde, Mare Ducesă de Luxembourg
Marie-Adélaïde, Mare Ducesă de Luxembourg (n. 14 iunie 1894, Colmer-Bierg⁠(d), Luxemburg, Luxemburg – d. 24 ianuarie 1924, Lenggries, Bavaria, Germania) a fost fiica cea mare a Marelui Duce William IV de Luxembourg și a Mariei Anne a Portugaliei. Bunicii materni erau Miguel al Portugaliei și Adelaide de Löwenstein-Wertheim-Rosenberg.

## Biografie

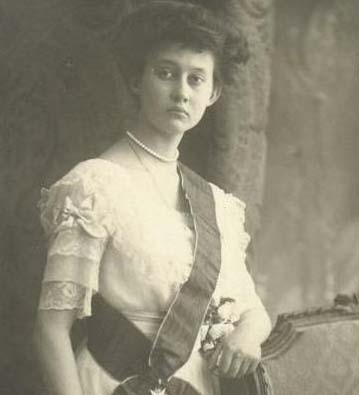
Marie-Adélaïde, Mare Ducesă de Luxembourg

Cea mai mare din șase surori, Marie-Adélaïde a fost proclamată moștenitoare prezumptivă la 10 iulie 1907, pentru a rezolva criza de succesiune. Când tatăl ei a decedat la 25 februarie 1912, ea a devenit prima Mare Ducesă de Luxembourg. De asemenea, a fost prima suverană a Luxembourgului din 1296 care a fost născută în țară.
A fost puternic interesată de politică și a luat parte în mod activ la guvernare și la viața politică din Marele Ducat. În timpul Primului Război Mondial, ea s-a bucurat de o relație destul de cordială cu ocupanții germani, lucru pentru care a fost aspru criticată după sfârșitul războiului. Cu toate că ea nu a făcut nimic neconstituțional, voci din Parlament au început să ceară abdicarea ei, în ianuarie 1919. În același timp, figuri politice proeminente, în ambele țări învecinate, Franța și Belgia, aveau planuri de anexare a Marelui Ducat și, astfel, aveau un interes legitim de a o discredita pe Marie-Adelaide. După consultarea cu prim-ministru al Luxembourgului, ea a abdicat la 14 ianuarie 1919, și a fost urmată de sora ei mai mică, Charlotte.
Marie-Adélaïde a intrat la mânăstirea de Carmelite din Modena, Italia în 1920. Mai târziu, ea s-a alăturat la "Surorile Săracilor" din Roma luându-și numele de Sora Maria. Agravarea sănătății ei nu i-a permis să rămână călugăriță, și în cele din urmă a trebuit să plece din mănăstire. S-a mutat la Castelul Hohenburg din Bavaria unde a murit de gripă în 1924. La 22 octombrie 1947, trupul ei a fost înmormântat în Cripta Ducală de la Catedrala Notre-Dame din Luxembourg.